# Rothia lutescens
Rothia lutescens är en fjärilsart som beskrevs av Charles Oberthür. Rothia lutescens ingår i släktet Rothia och familjen nattflyn. Inga underarter finns listade.